# 街の天使
『街の天使』（まちのてんし、原題：Street Angel）は、1928年に製作・公開されたアメリカ合衆国の映画である。

## 概要
前年の『第七天国』に続くフランク・ボーゼイギ監督とジャネット・ゲイナー、チャールズ・ファレルのトリオ作品であり、ゲイナーとファレルの二作目の共演となった。
BGMを録音したサウンド版として製作されている。

## あらすじ
病気の母のために売春をしているアンジェラはあまりにも娼婦として売れなかったため強盗を働き、刑務所に服役中に脱獄した。
巡業の見世物屋に参加していたところ、彼女は画家のジーノと恋に落ちた。
だが、竹馬の上演中、彼女を追っていた警官と偶然鉢合わせ、彼女は竹馬から落ちて骨折した。
入院中、ジーノは彼女に絵の才能があることに気付くが、そこへ再びその警官が表れた。

## キャスト
- アンジェラ：ジャネット・ゲイナー
- ジーノ：チャールズ・ファレル
- 警官：アルベルト・ラバグリアティ
- 警官：ジーノ・コンティ
- グイド・トレント
- ヘンリー・アーメッタ
- ルイス・リゲット
- ミルトン・ディキンソン
- ヘレナ・ハーマン
- ナタリー・キングストン
- デイヴ・カシュナー
- ジェニー・ブルーノ

## スタッフ
- 監督：フランク・ボーゼイギ
- 製作：ウィリアム・フォックス
- 脚本：フィリップ・クライン、ヘンリー・ロバーツ・サイモンズ
- 脚色：マリオン・オース
- 撮影：アーネスト・パーマー
- 編集：バーニー・ウルフ
- 美術：ハリー・オリヴァー
- 衣裳：サム・ベンソン（クレジットなし）

## アカデミー賞受賞・ノミネーション
- 受賞
  - 主演女優賞：ジャネット・ゲイナー（『第七天国』『サンライズ』と併せた三作の演技に対する授賞）
- ノミネーション
  - 撮影賞：アーネスト・パーマー[2]
  - 美術賞：ハリー・オリヴァー[2]